# Ikertivaq

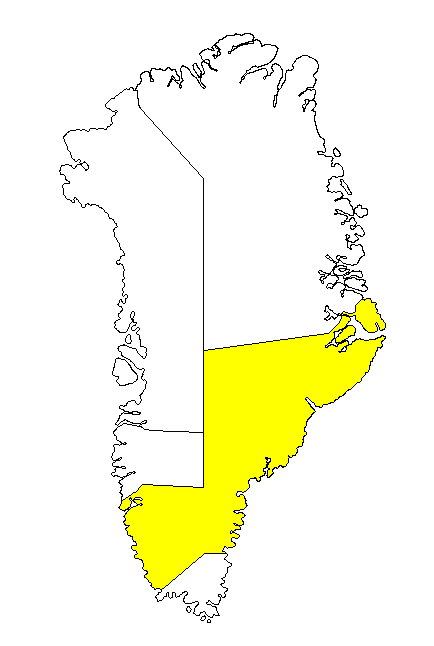
Comune di Sermersooq, dove si trova l'Ikerssuaq

L'Ikertivaq è un fiordo della Groenlandia largo 4 km e lungo 35 km, dove talvolta è possibile avvistare balene. Si trova a 65°29'N 39°40'O, tra la Costa di Re Federico VI e la Terra di Re Cristiano IX, e sbocca nell'Oceano Atlantico; appartiene al comune di Sermersooq. A nord-est ci sono il fiordo di Sermilik e la città di Ammassalik, mentre 50 km al sudest c'è il Pikiutdleq.